# Nova Roma (kommun i Brasilien)
Nova Roma är en kommun i Brasilien.   Den ligger i delstaten Goiás, i den centrala delen av landet, 240 km norr om huvudstaden Brasília. Antalet invånare är 3 468.
Omgivningarna runt Nova Roma är huvudsakligen savann. Trakten runt Nova Roma är nära nog obefolkad, med mindre än två invånare per kvadratkilometer.